# Lidice (película)
Lidice es una película dramática checa de 2011 producida por Adam Dvořák a partir de un guion de Zdenek Mahler. Inicialmente fue dirigida por Alice Nellis, pero después de que ella contrajera la enfermedad de Lyme (borreliosis), Petr Nikolaev se hizo cargo. Cuenta una historia sobre la masacre nazi y la destrucción de la aldea checa de Lídice. Fue estrenada en junio de 2011. La película se transmite en Amazon Prime con el título Fall of the Innocent.
El presupuesto de la película rondaba los 65-70 millones de coronas (unos 4 millones de dólares).

## Reparto
- Karel Roden como František Šíma
- Zuzana Fialová como Marie Vaňková
- Zuzana Bydžovská como Anežka Šímová
- Marek Adamczyk como Václav Fiala
- Veronika Khek Kubařová como Anička
- Roman Luknár como Vlček
- Ondřej Novák como Karel Šíma
- Adam Kubišta como Eda Šíma
- Norbert Lichý como alcalde
- Jan Budař como el ladrón de cajas fuertes Petiška
- Václav Jiráček como Josef Horák
- Joachim Paul Assböck como Harald Wiesmann
- Sabina Remundová como Tonička Farská
- Anna Kratochvílová como Růženka
- Ondřej Havel como Tonik
- Marika Šoposká como Helenka
- Detlef Bothe como Reinhard Heydrich

## Producción
El rodaje comenzó el 26 de julio de 2010 en la prisión de Mladá Boleslav y Karel Schwarzenberg asistió al primer montaje. El rodaje duró 49 días y abarcó lugares como Nové Strašecí y una escuela secundaria en Kladno. Las escenas de Lídice se rodaron en el pueblo de Chcebuz, cerca de Štětí.
Los primeros carteles promocionales aparecieron en el Festival Internacional de Cine de Karlovy Vary el 8 de julio de 2010.